# Lea Bank
Lea Bank, раніше BRAbank ASA, заснований 28 березня 2014 як Monobank ASA) — це повністю цифровий банк, який має ліцензію фінансового нагляду Норвегії на проведення банківських операцій у Великій Британії і є членом Гарантійного фонду банків Норвегії.

## Історія
11 листопада 2015 банк отримав концесію на управління фінансового нагляду Норвегії на проведення банківських операцій в Норвегії. Вісім днів потому, 19 листопада банк відкрився з пропозиціями споживчих кредитів та рахуунок під високі відсотки.

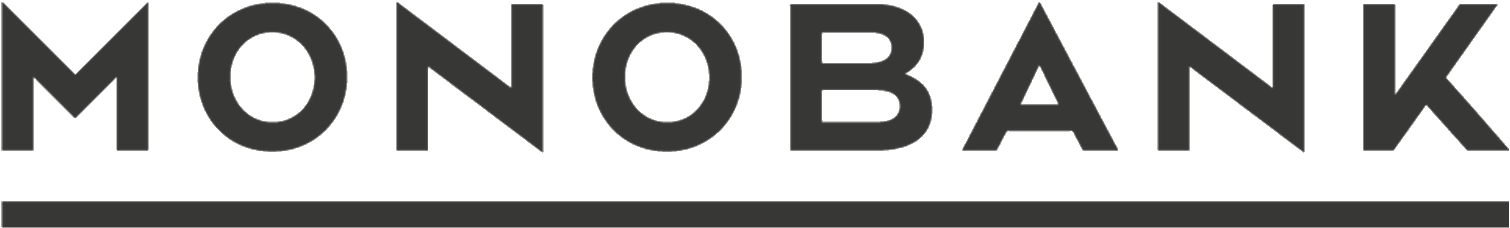
Логотип Норвезького Monobank до злиття з BRAbank

16 лютого 2017 банк був зареєстрований на фондовому ринку Меркур. У травні того ж року почалося здійснення банківських операцій у Фінляндії.
28 червня 2019 Monobank і BRAbank об'єдналися, після того, як злиття було схвалено на загальних зборах 20 березня і схвалене Фінансового наглядом Норвегії вже 9 травня.
Easybank ASA (OTCNO:EASY) погодився придбати BRAbank ASA (OB:BRA-ME) приблизно за 340 мільйонів норвезьких крон 12 червня 2020 року. Транзакція буде повним злиттям акцій, акціонери BRAbank отримають 0,075724 акції Easybank за кожну акцію BRAbank. Існуючі акціонери Easybank володітимуть 50% від загальної кількості акцій в обігу після злиття, а існуючі акціонери BRAbank володітимуть 50% від загальної кількості акцій в обігу після злиття. Easybank буде юридичною особою, що виживе, матиме назву BRAbank та буде включений до лістингу Merkur Market.
У 2023 р BRAbank став називатися Lea Bank.